# Campeonato Pernambucano de Futebol de 2012 - Série A2
O Campeonato Pernambucano de Futebol - Série A2 de 2012, foi a 19.ª edição da segunda divisão de futebol profissional entre clubes de futebol do estado de Pernambuco desde 1995.

A competição contou com 31 datas e foi encerrada no dia 28 de outubro.
Este ano, as 15 associações duelaram por duas vagas de acesso para disputar o Campeonato Pernambucano de Futebol de 2013.
O Chã Grande ergueu seu primeiro troféu no estado, e entra para a galeria do futebol pernambucano… Mesmo jogando fora de casa, a Raposa da Mata Sul festejou o título da segunda divisão, após empatar em 1x1 com o Pesqueira, no Estádio Joaquim de Brito, lotado.

## Formato e Regulamento

### Regulamento
A competição terá três fases. Na primeira fase denominada Fase Classificatória, todas as equipes jogarão entre si no sistema de pontos corridos, com jogos de ida e volta, classificando-se as quatro equipes melhores colocadas para a Fase Semifinal. Na Fase Semifinal as quatro equipes classificadas formarão dois grupos, onde o 1º colocado enfrenta o 4º colocado e, o 2º colocado enfrenta o 3º colocado, em partidas de ida e volta, com os vencedores avançando à Fase Final da competição. Na Final as duas equipes classificadas na Fase Semifinal, jogarão uma única partida, pela disputa do título de Campeão Pernambucano da Série A2 de 2012, tendo como mandante a equipe melhor classificada na Fase Semifinal da competição. Consequentemente o campeão e o vice-campeão Pernambucano da Série A2 de 2012 serão os clubes que terão acesso à Série A1 de 2013.

### Formato
- Primeira fase: (fase classificatória): 15 equipes distribuídos em um único grupo (jogarão entre si no sistema de pontos corridos com jogos de ida e volta, passam os 4 melhores).
- Segunda Fase: (semifinal): 4 equipes distribuídos em dois grupo de duas equipes cada (jogos de ida e volta, passam os 2 melhores).
- Terceira fase: (final): em um grupo de dois clubes, de onde sairá o campeão (jogo único).

## Critérios de Desempate
Os critérios de desempate na fase classificatória serão aplicados na seguinte ordem:
1. Maior número de vitórias;
2. Maior saldo de gols;
3. Maior número de gols marcados;
4. Menor número de cartões vermelhos recebidos;
5. Menor número de cartões amarelos recebidos;
6. Melhor resultado obtido no confronto direto entre as equipes empatadas;
7. Sorteio público na sede da FPF.

Na Fase Semifinal e na Fase Final, ocorrendo empate na soma de pontos ganhos, o desempate ocorrerá pelo melhor saldo de gols nas duas partidas. Persistindo o empate, já considerado o saldo de gols, o desempate ocorrerá em favor da associação com melhor colocação obtida na Fase Classificatória.

## Participantes
| Equipe                                                | Cidade                  | Em 2013  | Estádio (Mando)            | Capacidade | Títulos (Último) | Part. |
| ----------------------------------------------------- | ----------------------- | -------- | -------------------------- | ---------- | ---------------- | ----- |
| Afogadense Futebol Clube                              | Afogados da Ingazeira   | ND       | José Malaquias (Beira Rio) | 1.200      | 0 (não possui)   | 5     |
| Clube Atlético Pernambucano                           | Carpina                 | 7º       | Prof. Luiz Alexandrino     | 2.000      | 0 (não possui)   | 4     |
| Associação Desportiva Cabense                         | Cabo de Santo Agostinho | 11° (A1) | Gileno de Carli            | 2.000      | 0 (não possui)   | 10    |
| Carpina Sport Club                                    | Carpina                 | ND       | Paulo Petribu              | 4.000      | 0 (não possui)   | 2     |
| Centro Limoeirense de Futebol                         | Limoeiro                | 9º       | Varedão                    | 4.000      | 0 (não possui)   | 14    |
| Chã Grande Futebol Clube                              | Chã Grande              | ND       | Barbosão                   | 3.600      | 0 (não possui)   | 1     |
| Ferroviário Esporte Clube do Cabo                     | Cabo de Santo Agostinho | 6º       | Gileno de Carli            | 2.000      | 0 (não possui)   | 10    |
| Íbis Sport Club                                       | Paulista                | ND       | Ademir Cunha               | 12.000     | 0 (não possui)   | 16    |
| Ipojuca Atlético Clube                                | Ipojuca                 | ND       | Nossa Senhora do Ó         | 3.000      | 0 (não possui)   | 1     |
| Associação Desportiva Jaboatão dos Guararapes         | Jaboatão dos Guararapes | ND       | Jefferson de Freitas       | 2.000      | 0 (não possui)   | 1     |
| Olinda Futebol Clube                                  | Olinda                  | 5º       | Eugênio de Araújo          | 4.000      | 0 (não possui)   | 3     |
| Pesqueira Futebol Clube                               | Pesqueira               | ND       | Joaquim de Brito           | 1.800      | 0 (não possui)   | 6     |
| Sete de Setembro Esporte Clube                        | Garanhuns               | ND       | Marco Antônio Maciel       | 10.000     | 1 (1995)         | 11    |
| Timbaúba Futebol Clube                                | Timbaúba                | 2º       | Ferreira Lima              | 8.000      | 0 (não possui)   | 3     |
| Associação Acadêmica e Desportiva Vitória das Tabocas | Vitória de Santo Antão  | 12° (A1) | Carneirão                  | 10.000     | 1 (2008)         | 2     |

## Primeira Fase
|  | Equipes classificadas para o fase final |
|  | Equipes eliminadas na primeira fase     |

| Pos | Equipes               | Pts | J  | V  | E  | D  | GP | GC | SG  | %  | M       |
| --- | --------------------- | --- | -- | -- | -- | -- | -- | -- | --- | -- | ------- |
| 1   | Chã Grande            | 61  | 28 | 18 | 7  | 3  | 64 | 27 | +37 | 73 | Estável |
| 2   | Cabense               | 58  | 28 | 17 | 7  | 4  | 52 | 17 | +35 | 70 | Estável |
| 3   | Pesqueira             | 56  | 28 | 18 | 2  | 8  | 50 | 29 | +21 | 69 | Estável |
| 4   | Olinda                | 56A | 28 | 17 | 8  | 3  | 62 | 28 | +34 | 67 | Estável |
| 5   | Vitória das Tabocas   | 50  | 28 | 14 | 8  | 6  | 53 | 36 | +17 | 60 | Estável |
| 6   | Carpina               | 47  | 28 | 14 | 5  | 9  | 39 | 29 | +10 | 56 | Estável |
| 7   | Afogadense            | 45  | 28 | 12 | 9  | 7  | 48 | 42 | +6  | 54 | 1       |
| 8   | Timbaúba              | 43  | 28 | 12 | 7  | 9  | 35 | 26 | +9  | 51 | 1       |
| 9   | Ipojuca               | 34  | 28 | 9  | 7  | 12 | 41 | 40 | +1  | 40 | 3       |
| 10  | Jaguar                | 25  | 28 | 5  | 10 | 13 | 40 | 53 | –13 | 30 | Estável |
| 11  | Sete de Setembro      | 25  | 28 | 5  | 10 | 13 | 28 | 50 | –22 | 30 | 2       |
| 12  | Centro Limoeirense    | 21  | 28 | 6  | 3  | 19 | 30 | 64 | –34 | 25 | 1       |
| 13  | Íbis                  | 21  | 28 | 4  | 9  | 15 | 31 | 64 | –33 | 25 | Estável |
| 14  | Ferroviário do Cabo   | 15  | 28 | 4  | 6  | 18 | 30 | 61 | –31 | 18 | 1       |
| 15  | Atlético Pernambucano | 14  | 28 | 2  | 8  | 18 | 22 | 59 | –37 | 17 | 1       |

APor decisão do TJD-PE, o Olinda Futebol Clube foi punido e perdeu três pontos por escalação irregular de jogador. Por isso, há mudanças na classificação.

## Desempenho por rodada
Clubes que lideraram o campeonato ao final de cada rodada
| Rodadas | Rodadas | Rodadas | Rodadas | Rodadas | Rodadas | Rodadas | Rodadas | Rodadas | Rodadas | Rodadas | Rodadas | Rodadas | Rodadas | Rodadas | Rodadas | Rodadas | Rodadas | Rodadas | Rodadas | Rodadas | Rodadas | Rodadas | Rodadas | Rodadas | Rodadas | Rodadas | Rodadas | Rodadas | Rodadas |
| ------- | ------- | ------- | ------- | ------- | ------- | ------- | ------- | ------- | ------- | ------- | ------- | ------- | ------- | ------- | ------- | ------- | ------- | ------- | ------- | ------- | ------- | ------- | ------- | ------- | ------- | ------- | ------- | ------- | ------- |
| 1       | 2       | 3       | 4       | 5       | 6       | 7       | 8       | 9       | 10      | 11      | 12      | 13      | 14      | 15      | 16      | 17      | 18      | 19      | 20      | 21      | 22      | 23      | 24      | 25      | 26      | 27      | 28      | 29      | 30      |
| PES     | PES     | CAB     | CAB     | CAB     | PES     | CAB     | CAB     | CAB     | OLI     | CAB     | PES     | PES     | PES     | PES     | CGR     | CGR     | CGR     | CGR     | CGR     | CGR     | PES     | CGR     | CAB     | CGR     | CGR     | CGR     | CGR     | CGR     | CGR     |

Clubes que ficaram na última posição no campeonato ao final de cada rodada
| Rodadas | Rodadas | Rodadas | Rodadas | Rodadas | Rodadas | Rodadas | Rodadas | Rodadas | Rodadas | Rodadas | Rodadas | Rodadas | Rodadas | Rodadas | Rodadas | Rodadas | Rodadas | Rodadas | Rodadas | Rodadas | Rodadas | Rodadas | Rodadas | Rodadas | Rodadas | Rodadas | Rodadas | Rodadas | Rodadas |
| ------- | ------- | ------- | ------- | ------- | ------- | ------- | ------- | ------- | ------- | ------- | ------- | ------- | ------- | ------- | ------- | ------- | ------- | ------- | ------- | ------- | ------- | ------- | ------- | ------- | ------- | ------- | ------- | ------- | ------- |
| 1       | 2       | 3       | 4       | 5       | 6       | 7       | 8       | 9       | 10      | 11      | 12      | 13      | 14      | 15      | 16      | 17      | 18      | 19      | 20      | 21      | 22      | 23      | 24      | 25      | 26      | 27      | 28      | 29      | 30      |
| IBI     | FCA     | FCA     | FCA     | FCA     | CAP     | CAP     | CAP     | IBI     | FCA     | FCA     | FCA     | SET     | SET     | SET     | SET     | CAP     | CAP     | IBI     | CAP     | CAP     | CAP     | CAP     | CAP     | CAP     | CAP     | CAP     | CAP     | CAP     | CAP     |

## Fase Final
As equipes que estão na parte superior do confronto possuem o mando de campo no primeiro jogo e em negrito as equipes classificadas.
|  | Semifinais 21 de outubro à 24 de outubro | Semifinais 21 de outubro à 24 de outubro | Semifinais 21 de outubro à 24 de outubro | Semifinais 21 de outubro à 24 de outubro |   |            | Final 28 de outubro | Final 28 de outubro |
|  |                                          |                                          |                                          |                                          |   |            |                     |                     |
|  | Chã Grande                               | 0                                        | 1                                        | 1                                        |   |            |                     |                     |
|  | Olinda                                   | 1                                        | 0                                        | 1                                        |   |            |                     |                     |
|  | Olinda                                   | 1                                        | 0                                        | 1                                        |   | Chã Grande | 1                   |                     |
|  |                                          |                                          |                                          |                                          |   | Chã Grande | 1                   |                     |
|  |                                          | Pesqueira                                | 1                                        |                                          |   |            |                     |                     |
|  | Cabense                                  | Pesqueira                                | 1                                        | 0                                        | 0 | 0          |                     |                     |
|  | Cabense                                  |                                          |                                          | 0                                        | 0 | 0          |                     |                     |
|  | Pesqueira                                | 0                                        | 1                                        | 1                                        |   |            |                     |                     |

### Final
| 28 de outubro | Pesqueira              | 1 – 1 | Chã Grande  | Estádio Joaquim de Brito, Pesqueira         |
| 15:00         | Diogo Capela 13' (pen) |       | 43' Altemar | Árbitro: PE Vanderley do Nascimento Pereira |

## Premiação
| Campeonato Pernambucano de Futebol de 2012 - Série A2 |
| ----------------------------------------------------- |
| Chã Grande Futebol Clube Campeão (1.º título)         |

| Vice Campeão: | Terceiro Colocado: | Quarto Colocado: | Artilheiro:             |
| ------------- | ------------------ | ---------------- | ----------------------- |
| Pesqueira     | Olinda             | Cabense          | Josy (Olinda) – 19 gols |

## Artilharia
Atualizado em 15 de junho de 2022
| Pos. | Jogador         | Equipe              | Gols |
| ---- | --------------- | ------------------- | ---- |
| 1º   | Josy            | Olinda              | 19   |
| 2º   | Marcelo Paraíba | Afogadense          | 16   |
| 3º   | Candinho        | Cabense             | 15   |
| 4º   | Diogo Capela    | Pesqueira           | 14   |
| 5º   | Cláudio Pitbull | Ferroviário do Cabo | 13   |
| 6º   | Samurai         | Carpina             | 12   |
| 7º   | Careca          | Chã Grande          | 11   |
| 7º   | Washington      | Íbis                | 11   |

## Maiores Públicos
Esses são os dez jogos de maior público do campeonato:

## Média de Público
Estas são as médias de público dos clubes no campeonato, considerando jogos das equipes em todas as fases e como mandantes:
| N° | Time                  | Média | Total  | Mandos[PF] |
| -- | --------------------- | ----- | ------ | ---------- |
| 1  | Chã Grande            | 2 614 | 16 032 | 8          |
| 2  | Pesqueira             | 1 376 | 8 261  | 6          |
| 3  | Timbaúba              | 1 101 | 7 708  | 7          |
| 4  | Ipojuca               | 979   | 6 859  | 7          |
| 5  | Olinda                | 880   | 7 043  | 8          |
| 6  | Afogadense            | 879   | 5 275  | 6          |
| 7  | Sete de Setembro      | 836   | 5 017  | 6          |
| 8  | Centro Limoeirense    | 834   | 5 842  | 7          |
| 9  | Carpina               | 830   | 6 643  | 8          |
| 10 | Vitória das Tabocas   | 795   | 4 770  | 6          |
| 11 | Cabense               | 779   | 6 236  | 8          |
| 12 | Íbis                  | 739   | 4 434  | 6          |
| 13 | Ferroviário do Cabo   | 733   | 5 134  | 7          |
| 14 | Jaguar                | 729   | 5 835  | 8          |
| 15 | Atlético Pernambucano | 713   | 4 991  | 7          |